# Wilhelm Dietrich von Wakenitz
Dietrich Wilhelm von Wakenitz, auch Wackenitz oder Wacknitz, (* 2. August 1728 auf dem Gut Neu Boltenhagen; † 9. Januar 1805 in Kassel) war preußischer Kavallerieoffizier, hessen-kasselischer Generalleutnant und Finanzminister.

## Leben

### Herkunft
Sein Vater war der Erbherr auf Gut Boltenhagen und schwedischer Oberstleutnant Karl Philipp von Wakenitz (1697–1739). Seine Mutter war Charlotte Louise von Örtzen (* 1699) aus Blümenow-Tornow.

### In preußischem Dienst
Er trat bereits 1741 dem „Corps der Unrangirten“ – einem Teil der Fußgarde – bei. Am 9. Juli 1744 wurde er Cornet in der Garde du Corps. Während des Zweiten Schlesischen Krieges in der Schlacht bei Hohenfriedberg erhielt er mit anderen Offizieren den Orden Pour le Mérite. Bei Beginn des Siebenjährigen Krieges war er Leutnant. Als das Corps mit sächsischen Soldaten um zwei Eskadron ergänzt wurde, erhielt er ein Kommando darüber. Am 1. Oktober 1756 in der Schlacht von Lobositz konnte er sich nochmal auszeichnen und wurde am 24. Februar 1757 Rittmeister. Das Corps kämpfte Prag, Roßbach und Leuthen. Der in Lobositz schwer verwundete Oberstleutnant von Blumenthal verstarb und sein geplanter Nachfolger von Grotthusen war wegen Meinungsverschiedenheiten aus der Armee ausgetreten. So wurde Rittmeister Dietrich Wilhelm von Wakenitz von 1758 bis 1760 Kommandant der Garde du Corps. Durch seinen Einsatz in der Schlacht bei Zorndorf konnte er das Blatt wenden und wurde er sofort zum Oberstleutnant befördert. Unter den Führern der Garde du Corps ist derselbe unstreitig der verdienstvollste und nach dem Urteil des Großen Seydlitz war er ein Mann, der würdig gewesen, dereinst an die Spitze der preußischen Kavallerie gestellt zu werden.
Er muss aber Feinde gehabt haben; so wurde kolportiert, dass er in Zorndorf einen russischen Offizier – entgegen den geltenden Befehlen – in seinen Schutz genommen und einen Garde du Corps, welcher diesem einen tödlichen Hieb versetzte, erschossen habe. Am 6. Mai 1760 sah er sich zum Oberst und Kommandeur des Kürassier-Regiments Nr. 5 (Markgraf Friedrich) ernannt. Er ging hierauf nach Berlin, wurde aber hier, bei Gelegenheit der russisch-österreichischen Besetzung, am 7. Oktober 1760 Kriegsgefangener. Erst im Jahre 1762 wieder ausgewechselt, erbat er bei seiner Rückkehr vom Könige seine Verabschiedung, die er auch mittels eines sehr kalten Kabinettsschreibens, aus Leipzig, den 11. Dezember 1762, leider erhielt.

### In hessischem Dienst
Landgraf Friedrich II. von Hessen Kassel suchte zur Verbesserung seiner Armee preußische Offiziere und so trat Wakenitz am 14. Juni 1763 als Generalmajor in hessische Dienste. Mai 1764 bekam er das Kommando über das Kavallerieregiment Gens d’armes. Am 17. Januar 1765 wurde er zum Chef ernannt. Er stieg am 27. Oktober 1772 zum Generalleutnant auf und wurde am 19. August 1774 zum Geheimen Staatsminister (Finanzminister). Zusammen mit Martin Ernst von Schlieffen und Friedrich Christian von Jungkenn (genannt Müntzer vom Mohrenstamm), waren sie als die Preußen-Junta bekannt. Nach dem Urteil einiger Zeitgenossen muss er die Finanzen wieder in Ordnung gebracht haben.
Am 31. Oktober 1785 starb der Landgraf und die Preußen mussten ihren Dienst quittieren. Wakenitz blieb in Kassel, von Schlieffen ging nach Preußen zurück und wurde Gouverneur von Wesel, von Jungkenn ging 1789 in Pension.
Für sein Wirken wurde er 1851 als einer der wenigen Nicht-Generäle auf den Ehrentafeln am Reiterstandbild Friedrichs des Großen verewigt. Zudem war er seit dem 25. August 1773 Ritter des Hausordens vom Goldenen Löwen und seit dem 5. März 1769 Ritter des Pour la vertu militaire.

## Familie
Er war verheiratet und hatte Kinder. Seine Tochter Louise Charlotte (* 21. Dezember 1756; † 10. Juni 1831) war in erster Ehe mit dem Grafen August Heinrich von Wartensleben auf Saatzke, (* 6. Juni 1745; † 5. Mai 1803) verheiratet. Diese Ehe wurde 1786 geschieden. In zweiter Verbindung ehelichte Louise Charlotte den Kammerherrn Adolf Friedrich von Rochow (1758–1813) auf Stülpe. Dieser Ehe entstammte der Sohn Rochus II. (1797–1819), Leutnant, auf Stülpe.